# Кирчево
Ки́рчево (болг. Кирчево) — село в Ловецькій області Болгарії. Входить до складу общини Угирчин.

## Населення
За даними перепису населення 2011 року у селі проживали 1235 осіб.
Національний склад населення села:
| Національність   | Кількість осіб | Відсоток |
| ---------------- | -------------- | -------- |
| болгари          | 956            | 95,2%    |
| цигани           | 37             | 3,7%     |
| інша             | 3              | 0,3%     |
| не визначились   | 4              | 0,4%     |
| Всього відповіли | 1004           |          |

Розподіл населення за віком у 2011 році:
Динаміка населення: